# Баранов Микола Андріанович
Микола Андріанович Бара́нов (13 травня 1909, Дебальцеве — 24 липня 1981, Донецьк) — український радянський скульптор; член Спілки радянських художників України з 1948 року. Чоловік скульпторки Людмили Казанської.

## Біографія
Народився 30 квітня [13 травня] 1909 року в місті Дебальцевому (тепер Донецька область, Україна). У 1934 році закінчив Одеський художній інститут (викладачі Леонора Блох, Петро Мітковіцер, Борис Яковлев, Олексій Шовкуненко).
У 1934—1935 роках працював у Краматорську. Брав участь у німецько-радянській війні. Впродовж 1946—1981 років працював уДонецькому художньо-виробничому комбінаті. Жив у Донецьку в будинку на вулиці Пастуховській № 22, квартира № 8. Помер у Донецьку 24 липня 1981 року.

## Творчість
Працював в галузі станкової та монументальної скульптури. Серед робіт:
- «Мати й дитина» (1937);
- «Кріпильник Денисенко» (1948);
- «Знатний шахтар Жуков» (1950);
- «Знатний коваль Донбасу Романенко» (1951);
- «Перед зміною» (1956),
- «Шахтар М. Бичков» (1964);
- «Тарас Шевченко на засланні» (1964, гіпс тонований).

пам'ятники
- Феліксу Дзержинському (1958, Красноармійськ; чавун, граніт; у співавторстві з Людмилою Казанською);
- Сергію Кірову (1965, колгосп імені Кірова Ставропольського краю);
- воїнам, які загинули під час німецько-радянської війни (1966, Дебальцеве; чавун, граніт);
- загиблим воїнам 19-ї стрілецької дивізії (1967, село Володимирівка Донецької області);
- воїнам, які загинули у концентраційних таборах (1968, Волноваха; чавун, граніт; у співавторстві з Людмилою Казанською);
- Власу Чубарю (1969, Краматорськ);
- Володимиру Леніну (1970, Волноваха; чавун, граніт).

Брав участь у всеукраїнських виставках з 1937 року. Персональна виставка пройшла у Донецьку у 1971 році.

## У мистецтві
Живописний портрет скульптора у 1979 році написав художник Іван Лисов.